# Angus Drive EP
Angus Drive es un EP lanzado en el 2003 por la cantante canadiense Avril Lavigne presentando canciones todas ellas encontradas en su álbum debut del 2002, Let Go.

## Lista de canciones
| N.º | Título        | Escritor(es)        | Productor(es) | Duración |  |
| 1.  | «Losing Grip» | Lavigne, Magness    | Magness       | 3:54     |  |
| 2.  | «Unwanted»    | Lavigne, Magness    | Magness       | 3:40     |  |
| 3.  | «Sk8er Boi»   | Lavigne, The Matrix | The Matrix    | 3:23     |  |
| 4.  | «Complicated» | Lavigne, The Matrix | The Matrix    | 4:06     |  |

## Sobre el EP
El Angus Drive EP es un CD raro de conseguir. Es un lanzamiento solo promocional. Fue lanzado por adelantado para los DJ y estaciones de radio y unas pocas personas selectas parte de pequeñas campañas promocionales. Se rumorea que solo 1000 fueron distribuidos y que también el álbum se dejó de editar.

## Créditos
- A&R: Joshua Sarubin
- Management: Nettwerk Management
- Dirección creativa: Joe Mama-Nitzberg
- Dirección de Arte y Diseño: Jeff Schulz
- Photografía: John Arsenault
- Tracks 1 y 2: Produced by Clif Magness
- Tracks 3 y 4: Produced, Arranged and Recorded by The Matrix
- Productor Ejecutivo: Antonio "LA"Reid